# 벚꽃 동산 (만화)
《벚꽃 동산》(櫻の園 사쿠라노소노[*]) 요시다 아키미의 일본 만화이다. 1985년부터 1986년까지 하쿠센샤의 만화 잡지 《라라》에 연재됐다.

## 영화 (1990년)
일본에서 1990년 11월 3일 개봉되었다. 제작은 뉴 센츄리 프로듀서 = 산토리, 배급은 아르고 프로젝트.
여자 고등학교 연극부의 공연 직전의 비밀 소동을 중심으로 그에 농락당하는 소녀들의 복잡한 감정을 애절하게 그린 영화이다. 20명 이상 부원을 모두 오디션으로 선출하여, 극히 보통 소녀들의 군상을 리얼하게 그렸다.
영화는 "소녀들의 우정"이라는 그다지 주목되지 않았던 소재를 가지고, 화려함 대신 섬세하게 그려내 퀄리티 높은 작품으로 인정받아, 제64회 (1990년) 키네마 준보 베스트 원 수상을 비롯해 각 방면에서 높은 평가를 받고 동시에 흥행에도 성공해 당시 큰 화제가 되었다.

## 영화 (2008년)
《벚꽃 동산》(櫻の園 사쿠라노소노[*])는 요시다 아키미의 일본 만화를 원작으로, 지난 1990년 제작된 영화를 리메이크하였다. 2008년 11월 8일 일본에서 쇼치쿠 배급으로, 전국 공개되었다. 주연 후쿠다 사키는 영화 첫 출연이자, 첫 주연으로, 감독은 나카하라 슌 감독이 다시 맡았다.

### 출연진
- 유키 모모(페챠) - 후쿠다 사키
- 아카보시 마유코(로빠힌) - 테라지마 사키
- 오가사와라 아오이(라넵스카야) - 안
- 사와 미도리(바랴) - 오시마 유코
- 요코타 나나미(아냐) - 하네유리
- 미즈타 마키(무대감독) - 타케이 에미
- 와카마츠 시노 - 요네쿠라 료코(특별출연)
- 사카노 카요 - 키쿠카와 레이(특별출연)
- 리미 - 우에토 아야(특별출연)
- 마치다 슈 - 야나기시타 토모(D-BOYS)
- 유키 안즈 - 쿄노 코토미
- 스즈키 니사부로 - 오스기 렌
- 타카야마 레이코 - 후지 스미코

### 주제가
- 스피츠 〈와카바〉